# Jefim Izakovič Zelmanov
Jefim Izakovič Zelmanov (rusko Ефи́м Исаа́кович Зе́льманов, tudi Efim Zelmanov), rusko-ameriški matematik, * 7. september 1955, Habarovsk, Sovjetska zveza (sedaj Rusija).
Junija 2025 je bil izvoljen za dopisnega člana SAZU.
1. ↑  MacTutor History of Mathematics archive — 1994.